# Dru Mouser
Druann „Dru“ Mouser (* 18. Januar 1971 in Fort Worth, Texas) ist eine US-amerikanische Schauspielerin.

## Leben und Karriere
Die heute 1,63 m große Dru Mouser wurde im Jahre 1971 als jüngstes von fünf Kindern ihrer Eltern, Billy Gene und Freda Shirley Mouser, in Fort Worth im US-Bundesstaat Texas geboren und verbrachte ihre Kindheit auf einer Rinderfarm in Rainbow, Texas. Während ihr Vater bis zu seiner Pensionierung ein Geschäft besaß, das Industriewerkzeuge vertrieb, war ihre Mutter bis zu ihrer Pensionierung als Rechtsanwaltssekretärin für einen Rechtsanwalt in Fort Worth. Dru Mousers Großmutter, Freda Whitworth, gründete die heute noch bestehende Stadtbibliothek von Glen Rose. Erste Erfahrungen als Schauspielerin sammelte sie bereits als Kind, als sie in verschiedenen Stücken zum Einsatz kam, die dann in Laientheatern aufgeführt wurde. Auch während ihrer schulischen Laufbahn war Mouser weiterhin als Schauspielerin tätig und gewann im Laufe ihrer noch kurzen Karriere bereits einige Preise bei UIL-Wettkämpfen im Schauspiel.
Nach dem erfolgreichen Abschluss der High School wurde Mouser für einige Auftritte in Werbespots und für einige Rollen in Fernsehfilmen gebucht. Außerdem reiste sie durch ganz Texas, bis sie schließlich nach Los Angeles kam. Im Alter von 19 Jahren wurde sie schließlich von der Regisseurin und Produzentin Lili Fini Zanuck entdeckt, die sie für ihren Debütfilm als Regisseurin in einer kleinen Rolle in den Cast holte. Nachdem sie in Fieberhaft, so der Titel des Films, zum Einsatz kam, war sie im gleichen Jahr auch im Film Eine Frau ohne Vergangenheit in einer nicht unwesentlichen Rolle zu sehen. Nur ein Jahr später folgten ihre ersten Auftritte in einer Fernsehserie, als sie in zwei Episoden von Scharfe Waffen – Heiße Kurven eingesetzt wurde und noch im selben Jahr eine Rolle im Fernsehfilm Eine mörderische Freundschaft bekam. Nach einem eher ruhig verlaufenden Jahr 1993, in dem sie einzig und allein im Film Angriff der 20-Meter-Frau zu sehen war, war sie im Jahre 1994 mit Armed and Innocent – Ein Junge gegen die Killer und Family Album für zwei Filmproduktionen engagiert und erhielt außerdem einen Auftritt in einer Folge von Alles schön und Recht.
1995 wurde Mouser für eine Episode in den Cast von Zwei Singles im Doppelbett geholt und verbrachte schließlich ein Jahr ohne nennenswerte Auftritte, ehe sie im Jahre 1997 zurück auf den Bildschirm kehrte. Dabei hatte sie in der Sitcom Moesha eine wiederkehrende Rolle inne und war dabei in insgesamt fünf Episoden im Einsatz. Außerdem folgte für sie ein Engagement in einer Folge von Profiler sowie ein Engagement für den Film Eifersüchtig – Verrat einer Freundin, in dem sie in der deutschsprachigen Version von Kellina Klein synchronisiert wird. Bei der Produktion des Filmes lernte sie auch ihren späteren Ehemann Cliff Dorfman kennen, den sie darauffolgenden Jahr auch heiratete. Nachdem sie auch im Jahre 1998 in keiner nennenswerten Produktion zum Einsatz gekommen war, folgte 1999 an der Seite von Joey Lawrence eine Hauptrolle im Film Tequila Body Shots, gefolgt von Auftritten in der zweiten Staffel von Undressed – Wer mit wem?.
Nach einem eher unwesentlichen Auftritt in Girls United im Jahre 2000 brach ihr Engagement in namhaften Produktionen etwas ein. Ein Auftritt in einer Episode von Girls Club folgte im Jahre 2002, ehe sie in Mango Kiss (2004) wieder eine maßgebliche Rolle bekam und in diesem Jahr auch in einer Folge von Entourage zu sehen war. Doch auch hier blieb der erhoffte Durchbruch aus. Nachdem sie von 2004 bis 2005 nach der Geburts ihres Sohnes längere Zeit pausierte, kam sie im Jahre 2006 im rund 22-minütigen Kurzfilm Shoot, bei dem ihr Mann sowohl als Regisseur wie auch als Drehbuchschreiber, Produzent und Schauspieler aktiv war, zum Einsatz. Danach folgten ab 2006 einige Auftritte in namhaften Fernsehserien, wo sie allerdings immer nur in jeweils einer Episode eingesetzt wurde. Bis 2007 war sie dabei in jeweils einer Folge von What About Brian, Dr. House, Dirt oder Medium – Nichts bleibt verborgen zu sehen. Im Jahre 2009 folgte eine Rolle im Film Black Russian sowie eine Rolle in einer Episode von Bones – Die Knochenjägerin. Mit dem Fernsehfilm Hell on Wheels befindet sich gerade ein weiterer Film, in dem Dru Mouser mitwirkt, in der Postproduktion.

## Familie – Privates – Trivia
Dru Mouser, die zurzeit getrennt von ihrem Mann, Cliff Dorfman, der vor allem als Schauspieler und Musiker, weniger aber als Drehbuchschreiber, Regisseur und Produzent bekannt ist, lebt, hat einen Sohn der 2004 geboren wurde.
Weiters ist Dru Mouser Ko-Gründerin der Umwelt(schutz)organisation Earth Mothers, die sie mit ihrer ebenfalls im Film- und Fernsehbereich tätigen Freundin Marshelle Fair im Jahre 2007 gründete.

## Filmografie
Filmauftritte (auch Kurzauftritte)
- 1991: Eine Frau ohne Vergangenheit (The Last Prostitute)
- 1991: Fieberhaft (Rush)
- 1992: Eine mörderische Freundschaft (A Taste for Killing)
- 1993: Angriff der 20-Meter-Frau (Attack of the 50 Ft. Woman)
- 1994: Armed and Innocent – Ein Junge gegen die Killer (Armed and Innocent)
- 1994: Family Album
- 1997: Eifersüchtig – Verrat einer Freundin (Friends 'Til the End)
- 1999: Tequila Body Shots
- 2000: Girls United (Bring It On)
- 2004: Mango Kiss
- 2006: Shoot
- 2009: Black Russian
- 2011: Hell on Wheels

Serienauftritte (auch Gast- und Kurzauftritte)
- 1992: Scharfe Waffen – Heiße Kurven (Dangerous Curves) (2 Folgen)
- 1994: Alles schön und Recht (Sweet Justice) (1 Folge)
- 1995: Zwei Singles im Doppelbett (Almost Perfect) (1 Folge)
- 1997: Moesha (5 Folgen)
- 1997: Profiler (1 Folge)
- 1999/2000: Undressed – Wer mit wem? (Undressed) (Staffel: 2)
- 2002: Girls Club (1 Folge)
- 2004: Entourage (1 Folge)
- 2006: What About Brian (1 Folge)
- 2007: Dr. House (House M.D.) (1 Folge)
- 2007: Dirt (1 Folge)
- 2007: Medium – Nichts bleibt verborgen (Medium) (1 Folge)
- 2009: Bones – Die Knochenjägerin (Bones) (1 Folge)